# Michael Beauchamp
Michael Francis Beauchamp (* 8. März 1981 in Sydney) ist ein ehemaliger australischer Fußballspieler auf der Position des Abwehrspielers. Neben vielen Stationen in seinem Heimatland spielte er unter anderem auch zwei Jahre für den 1. FC Nürnberg in der deutschen Bundesliga, mit dem er 2007 DFB-Pokalsieger wurde.
Für die australische Fußballnationalmannschaft absolvierte er über 20 Länderspiele und nahm an den Fußball-Weltmeisterschaften 2006 und 2010 teil.

## Spielerkarriere

### Verein
In der jungen und wechselhaften Geschichte des australischen Profifußballs spielte Beauchamp ab 2000 für verschiedene Vereine seiner Heimatstadt Sydney. Mit der Gründung der A-League im Jahr 2005, in der sich der Profifußball Australiens neu auf acht Vereine konzentrierte, schloss er sich den Central Coast Mariners an, die im 50 Kilometer nördlich von Sydney gelegenen Gosford beheimatet sind. Beauchamp war Stammspieler in der Abwehr und kam mit der Mannschaft bis ins Playoff-Finale, wo man dem Sydney FC unterlag.
Für die Saison 2006/07 wurde Beauchamp zusammen mit seinem Mannschaftskollegen Dean Heffernan von den Mariners an den 1. FC Nürnberg in der Bundesliga ausgeliehen. Sein Bundesligadebüt konnte er am 24. September 2006 beim Spiel in Cottbus gegen Energie feiern. In der Rückrunde avancierte er dann zum Stammspieler in der Innenverteidigung und kam in der Saison zu 18 Einsätzen. Seinen ersten und einzigen Bundesligatreffer erzielte er beim Rückspiel gegen Cottbus am 18. Februar 2007. Mit den Nürnbergern erreichte er den sechsten Platz in der Liga und wurde DFB-Pokalsieger, fehlte im Finale gegen den VfB Stuttgart jedoch verletzungsbedingt. Zur neuen Saison wurde er fest verpflichtet, verlor aber zu deren Beginn seinen Stammplatz in der Abwehr. Erst in der zweiten Hälfte der Hinrunde kam er wieder regelmäßig zum Einsatz und wurde auch dreimal im UEFA-Pokal eingesetzt. Nachdem sich der Club zur Winterpause auf einem Abstiegsplatz wiederfand und auch der Trainer wechselte, wurde Beauchamp in der Rückrunde nicht mehr für den Kader berücksichtigt. Am Ende der Saison 2007/08 stand der Abstieg des 1. FC Nürnberg in die 2. Bundesliga.
Im Juni 2008 teilte der Club den Weggang Beauchamps zum dänischen Erstligisten Aalborg Boldspilklub mit. Zusätzlich zu seinen zwölf Ligaeinsätzen kam er bei den Dänen auf ein Spiel in der Champions-League-Qualifikation, zwei Spiele in der Champions League und vier Spiele im UEFA-Pokal. Im ersten Champions-League-Spiel für seinen neuen Verein wurde Beauchamp wegen einer Notbremse vom Platz gestellt. Allerdings beging nicht er, sondern sein Teamkollege Michael Jakobsen das Foul, wobei Schiedsrichter Matteo Trefoloni daraufhin diese Fehlentscheidung traf.
Nach einem anschließenden Jahr beim Al-Jazira Club aus Abu Dhabi wechselte er im Sommer 2010 zurück in seine australische Heimat zu Melbourne Heart. Für die Saison 2011/12 verpflichtete der Sydney FC Beauchamp. Er erhielt allerdings nach der Saison vom neuen Trainer Ian Crook keine Vertragsverlängerung. Im Juni 2012 gaben die Western Sydney Wanderers, die erst wenige Monate zuvor gegründet wurden, die Verpflichtung von Beauchamp bekannt. Im September desselben Jahres wurde er zum ersten Mannschaftskapitän des neuen Klubs ernannt.
In der zweiten Jahreshälfte 2014 stand Beauchamp beim thailändischen Verein PTT Rayong FC unter Vertrag. Die letzten Jahre seiner Karriere verbrachte er von 2015 bis 2018 in unteren Ligen Australiens, zunächst zwei Jahre bei den Bankstown City Lions in der dritten Liga und anschließend erneut bei den Marconi Stallions ein Jahr in der dritten und nach deren Aufstieg ein weiteres Jahr in der zweiten australischen Liga.

### Nationalmannschaft
Zwischen 2006 und 2010 absolvierte Beauchamp 22 Länderspiele für die australische Fußballnationalmannschaft. Am 22. Februar 2006 gab er sein Debüt gegen Bahrain in der Qualifikation für die Fußball-Asienmeisterschaft 2007. Er nahm an den Fußball-Weltmeisterschaften 2006 in Deutschland und 2010 in Südafrika teil, kam jedoch nur 2010 im Vorrundenspiel gegen Serbien zum Einsatz. 2007 nahm er zudem an der Asienmeisterschaft in vier südostasiatischen Staaten teil und kam im Vorrundenspiel gegen Thailand und im verlorenen Viertelfinale gegen Japan jeweils über die volle Spielzeit zum Einsatz. Beim 4:0 gegen Thailand erzielte er mit dem Tor zum 1:0 zudem seinen einzigen Länderspieltreffer.
Für die australische Olympiamannschaft absolvierte er 2004 ein Spiel in der Qualifikation, wurde jedoch nicht für die Olympischen Spiele 2004 nominiert.

## Trainerkarriere
Von 2019 bis 2020 war Beauchamp Assistenztrainer der Frauenfußballmannschaft der Western Sydney Wanderers.

## Erfolge
- Vizemeister in der National Soccer League 2004 mit Parramatta Power
- Vizemeister in der australischen A-League 2006 mit den Central Coast Mariners
- DFB-Pokalsieger 2007 mit dem 1. FC Nürnberg
- Sieger der regulären Saison der A-League 2013 mit den Western Sydney Wanderers
- Aufstieg in die National Premier Leagues 2017 mit den Marconi Stallions